# キャロル・ランディス
キャロル・ランディス（Carole Landis、1919年1月1日 - 1948年7月5日）は、アメリカ合衆国の舞台・映画女優。1940年代に20世紀フォックスの専属女優として働いた。ユナイテッド・アーティスツ制作の1940年の映画『紀元前百万年』の主演で人気が高まった。その曲線美のために「巨乳」の「セクシーガール」として知られていた。
1948年7月、意図的な薬物過剰服用により29歳で亡くなった。

## 生い立ち
フランシス・リリアン・メアリー・リッズトとしてウィスコンシン州フェアチャイルドに生まれる。5人兄弟（うち2人は幼児期に死亡）の末娘で、母親はポーランド農家の娘クララ・リッズド（旧姓ステンテック）、父親はノルウェー系アメリカ人の坑道鉄道整備士のアルフレッド・リッズト、父親はランディスの出生後に家族を捨てた。ランディスの伝記作者E・J・フレミングによると、状況から鑑みてランディスは母親の2人目の夫、チャールズ・フェナーの子供であると考えられる。フェナーは1921年4月にランディスの母親と別れ、数ヶ月後に再婚した。
1923年、一家は、カリフォルニア州サンバーナーディーノに転居。母親は家族を養うために、小間使いとして働いた。15歳の時にサンバーナーディーノ高校を中退、ショービジネスの世界に足を踏み入れた。フラダンサーから始まり、後にダンスバンドをバックに歌った。髪を脱色して金髪にし、贔屓の女優キャロル・ロンバードに因んで「キャロル・ランディス」と名乗った。100ドルを貯めた後、ハリウッドに向かった。

## 経歴

### 映画
1937年の映画『スタア誕生』のエキストラとして銀幕デビューを果たし、様々なホースオペラにも出演。また何百ものピンナップ写真のためにセクシーポーズをとった。1940年、ハル・ローチが『紀元前百万年』で洞窟の娘役に抜擢するまで、彼女は端役のままであった。映画はセンセーションを巻き起こし、ランディスは一躍スターとなった。広報は「ピン・ガール」（音を鳴らす女 - 観衆が思わず喉を鳴らしてしまうほどセクシーな女の意味）の愛称で呼んだ。
1940年代前半はヒット映画のサブヒロインの役どころでの出演が主であった。多くの女優の歌う場面が吹き替えられていた時代にあって、ランディスは本人の歌声が申し分ないと判断され、数少ないミュージカル出演ではそのまま使われた。ランディスは20世紀フォックスとの契約をかち取り、ダリル・F・ザナックとの性的関係が始まった。1941年、『マイアミの月』と『I Wake Up Screaming』でピンナップ仲間であったベティ・グレイブルと共演した。1942年にザナックとの関係が終わると経歴に陰りが見え始め、専らB級映画への出演へと押しやられた。

### USOツアー

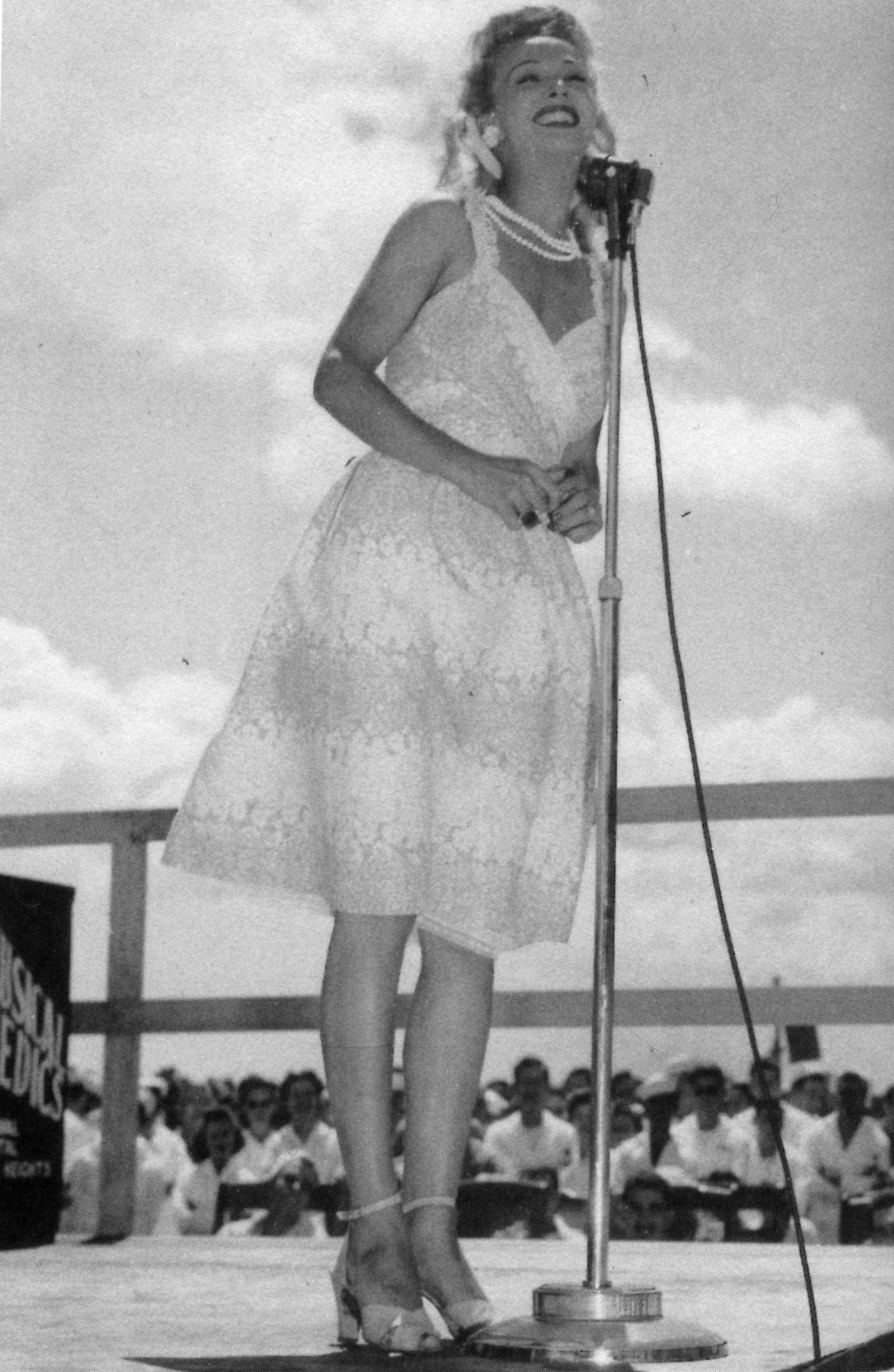
USOショーにて（1945年、オアフ島アイエラ病院）

1942年、コメディアンのマーサ・レイ、ダンサーのミッツィー・メイフェア、女優のケイ・フランシスと共に、USO: ユナイテッド・サービス・オーガニゼイションの一座に加わってイングランドと北アフリカをツアーした。2年後にはジャック・ベニーと共に、南太平洋駐留の兵士を慰問した。ランディスは第二次世界大戦中に10万マイル以上ツアーし、他のどの女優より多くの時間を軍隊慰問に割き、軍人の間で人気のピンナップ・ガールとなった。

### ブロードウェイ
1945年、ブロードウェイミュージカル『A Lady Says Yes』で主演を務めた。この時、共演したジャクリーン・スーザンと関係を持ったと伝えられている。スーザンの小説『人形の谷間』に登場する肉体派女優ジェニファー・ノースのキャラクターはランディスに基づいていると言われる。

### 執筆
ランディスはいくつかの新聞や雑誌に戦時中の体験談を書いている。1944年には『Four Jills in a jeep』という書籍も著した。一部の歴史家と批評家は全て共著者に名を連ねるエドウィン・シーヴァーの代作によるものと推察しているが、ランディス自身によれば全て自ら口述筆記で書いたもので、シーヴァーは文章の酷い部分を削るよう指示したのみである。

## 私生活
ランディスは4回結婚し、子供は出来なかった（彼女は子宮内膜症により妊娠することができなかった）。1934年1月、15歳で初めての夫、19歳のアーヴィング・ホイーラーと結婚。翌2月、彼女の母親が結婚を無効とした。ランディスは父親のアルフレッド・リッズト（ランディスが生まれた直後に家族のもとを去っていたが、偶然にもサンバーナーディーノの一家の近くで暮らしていた）にホイーラーとの再婚を許可してくれるよう説得した。最後には父親が折れて、2人は1934年8月25日に再婚した。結婚から3週間後にランディスとホイーラーは口論になり、ランディスは出て行った。双方とも離婚を申請しないまま、ランディスは女優への道を模索し始めた。1938年、ホイーラーは映画監督で振付師のバスビー・バークレーに対して、婚姻関係を不当に妨害したとして25万ドルの訴訟を起こした。ランディスとホイーラーは既に法的に婚姻関係にあっただけという事実にもかかわらず、彼はバークレーがランディスをそそのかすか説得して愛情を自身に向けようとしたと主張した。ランディスは彼が離婚を要求すると主張したのに対し、何年もホイーラーには会っておらず前年に彼から連絡があっただけだと主張した。後にホイーラーの訴訟は却下され、ランディスとホイーラーは1939年に離婚した。1939年6月、バークレーはランディスにプロポーズしたが後に取り止めた。1940年7月4日、ラスベガスでヨットブローカーのウィリス・ハント・ジュニアと結婚。しかし結婚2ヶ月後にハントのもとを去る。彼らは1940年11月に離婚した。
1942年、ロンドンで軍キャンプの慰問ツアー中、アメリカ陸軍航空軍のトーマス・ウォレス大尉に出会った。彼らは1943年1月に結婚したが、1945年5月に別れた。1945年7月に正式に離婚。1945年12月8日、ブロードウェイの舞台プロデューサーW・ホレス・シュミッドラップと結婚。彼らは1947年に別れ、ランディスは1948年5月にシュミッドラップによる「極度の精神的虐待」を告発して離婚を申請した。シュミッドラップとの別離の期間に、当時女優のリリー・パルマーと結婚していた俳優のレックス・ハリソンと恋に落ちた。不倫はハリウッドで公然の秘密となった。しかしランディスの死後、ハリソンは2人の関係を控えめに語り、単に自分とパルマーの親友であったと公に主張した。

## 死去

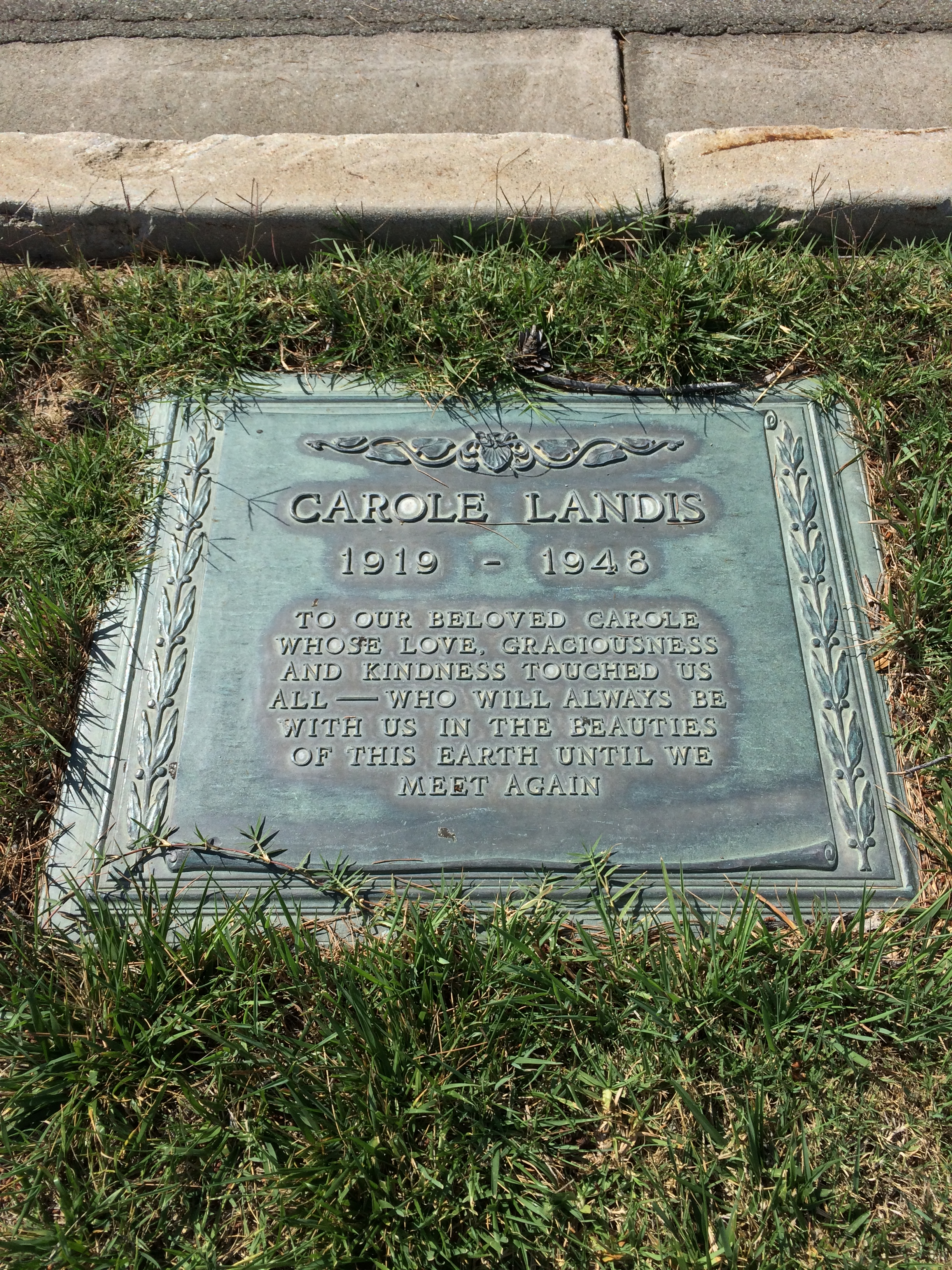
フォレスト・ローン・メモリアルパーク (グレンデール) のランディスの墓

報道によれば、ハリソンがパルマーと離婚することを拒否したためにランディスは意気消沈し、行き場を失ってパシフィック・パリセーズ、カプリドライブ1465の自宅で過量のセコナールを服用して自殺した。ハリソンは自殺の前夜ランディスと夕食を共にし、生前の彼女を見た最後の人物となった。
翌日の午後、ハリソンとメイドがバスルームの床に倒れる彼女を発見。ハリソンが医者と警察を呼ぶまで数時間が経っていた。いくつかの情報源によると、ランディスは2つの遺書を残した。1通目は母親宛て、2通目は自身の弁護団にそれを破棄するよう命じたハリソン宛てであった。検死の間、ハリソンは彼女の自殺の動機は全く分からないと証言し、2通目の遺書についても検死官に話さなかった。家族によって管理されているランディスの公式ウェブサイトでは、ランディスの死と検死官による自殺という裁定に疑問を表明している。彼女はカリフォルニア州グレンデールのフォレスト・ローン・メモリアルパーク「エバーラスティング・ラブ」地区814区画に埋葬された。葬儀に参列した有名人にはシーザー・ロメロ、ヴァン・ジョンソン、パット・オブライエンがいた。ハリソンは妻と共に参列した。
映画界への貢献により、ヴァインストリート1765のハリウッド・ウォーク・オブ・フェームにキャロル・ランディスの星型プレートがある。

## フィルモグラフィ
| 年   | 原題                         | 邦題                     | 役名                                   | 備考                               |
| ---- | ---------------------------- | ------------------------ | -------------------------------------- | ---------------------------------- |
| 1937 | The King and the Chorus Girl |                          | Chorine                                | クレジットされず                   |
| 1937 | A Star Is Born               | スタア誕生               | Girl in beret at Santa Anita bar       | クレジットされず                   |
| 1937 | A Day at the Races           | マルクス一番乗り         | Dance Extra                            |                                    |
| 1937 | Fly Away Baby                |                          | Blonde at airport                      |                                    |
| 1937 | The Emperor's Candlesticks   |                          | Bit part                               |                                    |
| 1937 | Broadway Melody of 1938      | 踊る不夜城               | Dancer                                 |                                    |
| 1937 | Varsity Show                 |                          | Student                                |                                    |
| 1937 | Alcatraz Island              |                          |                                        | クレジットされず                   |
| 1937 | Over the Goal                |                          | Co-ed                                  | クレジットされず                   |
| 1937 | The Adventurous Blonde       |                          |                                        | クレジットされず                   |
| 1937 | Hollywood Hotel              | 聖林（ハリウッド）ホテル | Hat check girl with coat               |                                    |
| 1938 | The Invisible Menace         |                          | Woman waiting to go with her Johnnie   |                                    |
| 1938 | Blondes at Work              |                          | Carol                                  |                                    |
| 1938 | A Slight Case of Murder      | 暗黒王マルコ             | Partygoer leaning on piano during song |                                    |
| 1938 | Love, Honor and Behave       |                          | Wheel watcher at party                 | クレジットされず                   |
| 1938 | Over the Wall                |                          | Peggy, girl at beach                   | クレジットされず                   |
| 1938 | Women Are Like That          |                          | Cocktail party guest                   | クレジットされず                   |
| 1938 | The Adventures of Robin Hood | ロビンフッドの冒険       | Guest at banquet                       | クレジットされず                   |
| 1938 | Gold Diggers in Paris        | 夜は巴里で               | Golddigger                             | 別タイトル: The Gay Impostors      |
| 1938 | Men Are Such Fools           |                          | June Cooper                            |                                    |
| 1938 | When You Were Born           |                          | Ship passenger                         | クレジットされず                   |
| 1938 | Penrod's Double Trouble      |                          | Girl at fair                           | クレジットされず                   |
| 1938 | Four's a Crowd               | 結婚スクラム             | Myrtle, Lansford's 2nd Secretary       |                                    |
| 1938 | Boy Meets Girl               |                          | Commissary cashier                     | クレジットされず                   |
| 1939 | Three Texas Steers           |                          | Nancy Evans                            | 別タイトル: Danger Rides the Range |
| 1939 | Daredevils of the Red Circle |                          | Blanche Granville                      |                                    |
| 1939 | Cowboys from Texas           |                          | June Jones                             |                                    |
| 1939 | Reno                         |                          | Mrs. Humphrey                          | クレジットされず                   |
| 1940 | One Million B.C.             | 紀元前百万年             | Loana                                  |                                    |
| 1940 | Turnabout                    |                          | Sally Willows                          |                                    |
| 1940 | Mystery Sea Raider           |                          | June McCarthy                          |                                    |
| 1941 | Road Show                    |                          | Penguin Moore                          |                                    |
| 1941 | Topper Returns               | 彼女はゴースト           | Ann Carrington                         |                                    |
| 1941 | Moon Over Miami              | マイアミの月             | Barbara Latimer, aka Miss Sears        |                                    |
| 1941 | Dance Hall                   |                          | Lily Brown                             |                                    |
| 1941 | I Wake Up Screaming          |                          | Vicky Lynn                             | 別タイトル: Hot Spot               |
| 1941 | Cadet Girl                   |                          | Gene Baxter                            |                                    |
| 1942 | A Gentleman at Heart         |                          | Helen Mason                            |                                    |
| 1942 | My Gal Sal                   |                          | Mae Collins                            |                                    |
| 1942 | It Happened in Flatbush      |                          | Kathryn Baker                          |                                    |
| 1942 | Orchestra Wives              | オーケストラの妻たち     | Natalie Mercer                         |                                    |
| 1942 | Manila Calling               |                          | Edna Fraser                            |                                    |
| 1943 | The Powers Girl              |                          | Kay Evans                              |                                    |
| 1943 | Wintertime                   | 氷上の花                 | Flossie Fouchere                       |                                    |
| 1943 | Show Business at War         |                          | Herself                                |                                    |
| 1944 | Secret Command               |                          | Jill McGann                            |                                    |
| 1944 | Four Jills in a Jeep         |                          | Herself                                |                                    |
| 1945 | Having Wonderful Crime       | ハネムーン騒動           | Helene Justus                          |                                    |
| 1946 | Behind Green Lights          |                          | Janet Bradley                          |                                    |
| 1946 | A Scandal in Paris           | パリのスキャンダル       | Loretta de Richet                      | 別タイトル: Thieves' Holiday       |
| 1946 | It Shouldn't Happen to a Dog |                          | Julia Andrews                          |                                    |
| 1947 | Out of the Blue              |                          | Mae Earthleigh                         |                                    |
| 1948 | Noose                        |                          | Linda Medbury                          | 別タイトル: The Silk Noose         |
| 1948 | Brass Monkey                 |                          | Kay Sheldon                            | 別タイトル: Lucky Mascot           |